# Фотоволтаични системи
Фотоволтаични системи, наречени също фотоволтаици (на английски: Photovoltaics, PV), са съоръжения за превръщане на слънчева енергия в електрическа енергия. Фотоволтаичната система съдържа слънчеви панели, съставени от слънчеви клетки от полупроводников материал, при който протича фотоволтаичен ефект. Процесът по природа е физикохимически, тъй като първият му етап е фотоелектричен ефект, след който протича електрохимичен процес, при който се генерира електрически ток. Енергията, генерирана с фотоволтаични системи, отдавна се счита за чиста и възобновяема енергия.

## История
Използването на слънчева енергия за нуждите на човечеството е известна от преди 700 години преди новата ера. Учените са установили, че тогава хората са концентрирали слънчеви лъчи, за да запалят огън. През 1767 г. Орас дьо Сосюр изобретява първата соларна фурна. През 1839 година е открит фотоволтаичният ефект от френския учен Александър Едмон Бекерел. Първото електричество по този метод е получено през 1876 година. Седем години по-късно е проектирана първата фотоволтаична клетка.

## Видове фотоволтаични системи
Самите фотоволтаични системи произвеждат DC напрежение и ток. Най-масовите фотоволтаични системи съдържат множество фотоволтаични панели и инвертор. Самите системи се делят на три подтипа:
1. Самостоятелни системи (осигуряват захранване на отдалечени обекти) с акумулатори
2. Системи, свързани към националната АС мрежа
3. Комбинация от двете системи по-горе (или т.нар. хибридни системи)